# Germarostes sticticus
Germarostes sticticus is een keversoort uit de familie Hybosoridae. De wetenschappelijke naam van de soort is voor het eerst geldig gepubliceerd in 1843 door Erichson in Germar.